# Collegio Massimo (Nápoles)
El Collegio Massimo fue la institución educativa paradigmática de la Compañía de Jesús en la ciudad de Nápoles.

## Historia
La Compañía de Jesús comenzó su presencia en Nápoles en 1552, cuando llegaron doce jesuitas.
En los inicios de la década de 1580, Roberta Carafa, rica y noble viuda, sufragó gran parte de las deudas del colegio, contribuyendo enormemente a la consolidación del colegio. Como compensación, la Compañía de Jesús le reconoció la calidad de fundadora del colegio.

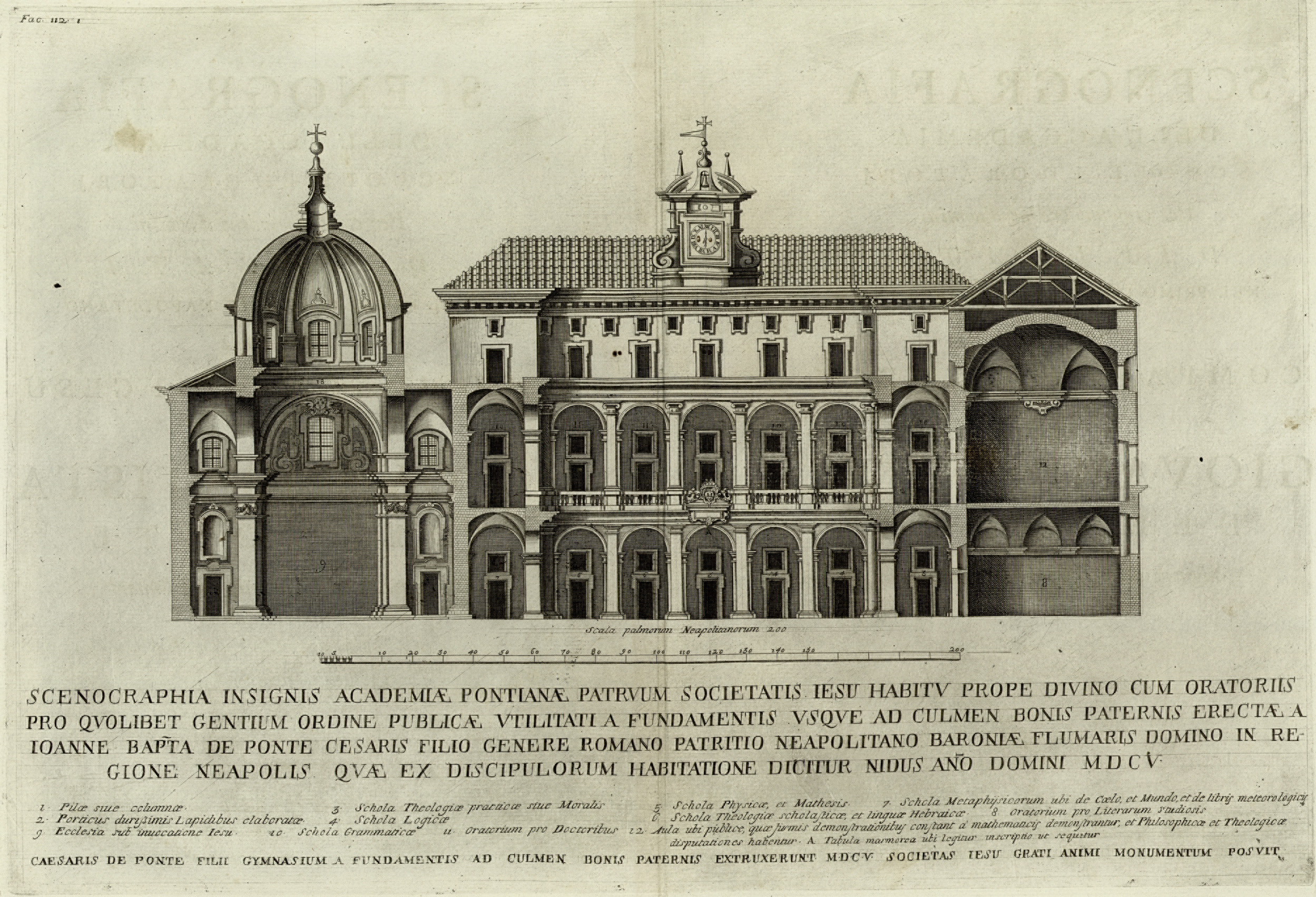
Sección del colegio (1708)

En el siglo XVII se produjeron distintas transformaciones arquitectónicas en el colegio. Hacia 1605, Cesare de Ponte financió la construcción de un nuevo y suntuoso edificio al norte de la iglesia. Esta construcción quedó ejemplificada por el conocido como cortile delle statue, en que se dedicó una lápida conmemorativa al propio Cesare DePonte. Entre 1608 y 1623 su iglesia (conocida como Gesú Vecchio) fue reconstruida bajo el patronazgo de Tommaso III Filomarino, príncipe de la Rocca y su esposa, Beatriz de Guevara, hija de Juan de Guevara, I duque de Bovina. La nueva iglesia se realizó según planos del padre jesuita Pietro Provedi. En este siglo, la Compañía abrió otros colegios en Nápoles (el Colegio de San Ignacio en el Mercado (1618), el de San Francisco Javier (1621), el colegio de San José en Chiaia (1623), y el Seminario de Nobles (1634)) que se unieron a otras dos instituciones jesuíticas en la ciudad: el noviciado de la Anunciación y la casa profesa (su iglesia se conocía como el Gesú Nuovo). 
En 1767 se produjo la expulsión de los jesuitas de los reinos de Nápoles y de Sicilia, con lo que el colegio pasó a manos del reino de Nápoles. En 1804 tras la restauración de la Compañía de Jesús en los reinos de Nápoles y de Sicilia por medio de la bula Per Alias de Pío VII, los jesuitas retomaron el control del colegio hasta 1806.

## Descripción

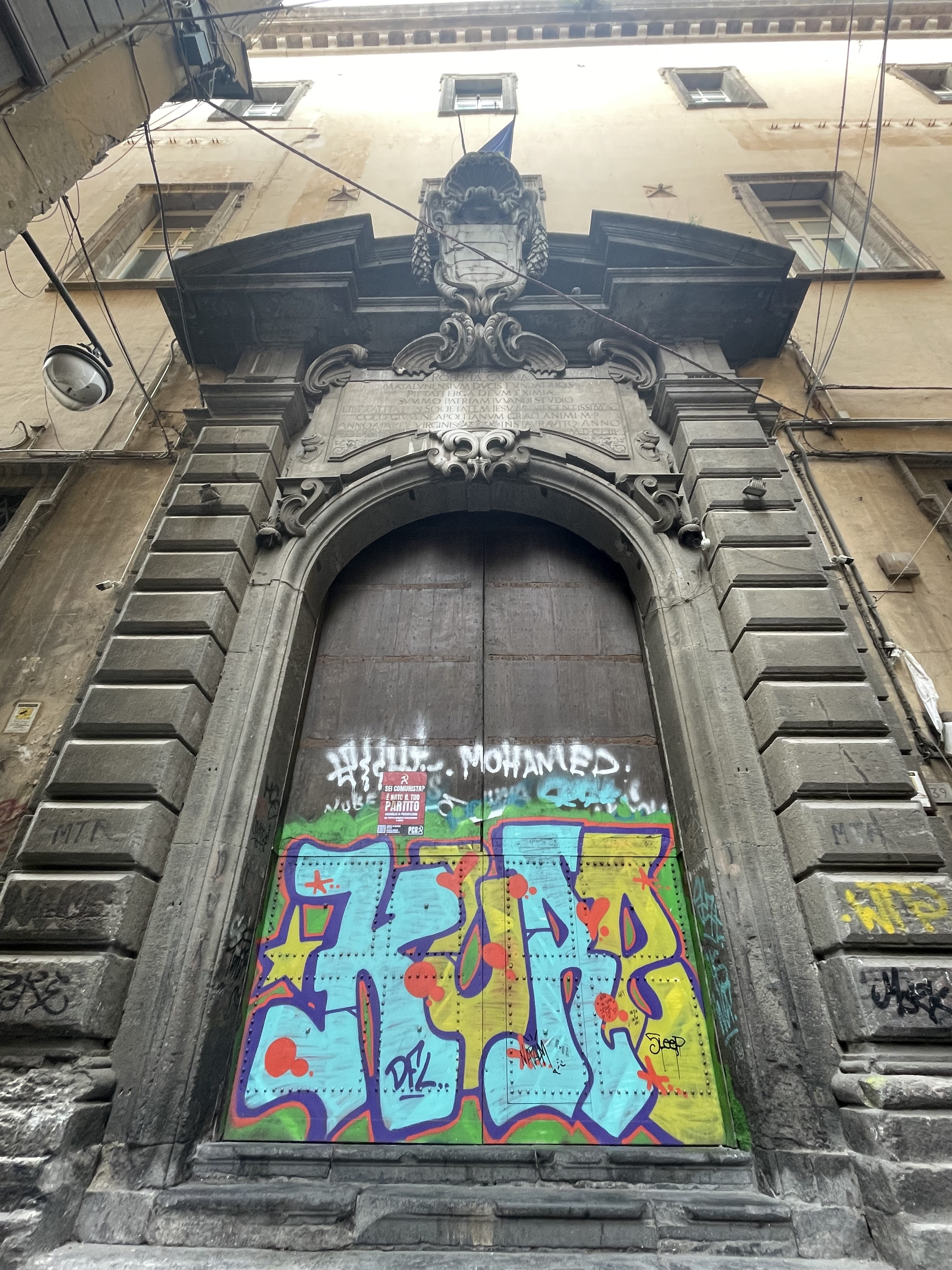
La portada del colegio de Nápoles.

El colegio se sitúa en el centro histórico de Nápoles. 
Al norte de la iglesia se sitúa el edificio principal del colegio, al que se entra por una elegante puerta de estilo manierista sobre la que se disponen las armas de la fundadora del colegio, Roberta Carafa, así como una lápida conmemorativa en su honor. El edificio principal cuenta con un importante patio conocido como patio de las estatuas (Cortile delle statue).
Al sur de la iglesia se encontraba un amplio terreno dedicado a jardín del colegio, que se extendía hasta el actual corso Umberto.